# Pierre Soubeyran
 (novembre 2022).
Si vous disposez d'ouvrages ou d'articles de référence ou si vous connaissez des sites web de qualité traitant du thème abordé ici, merci de compléter l'article en donnant les références utiles à sa vérifiabilité et en les liant à la section « Notes et références ».
Pierre Soubeyran, né le 3 novembre 1709 à Genève où il est mort le 12 avril 1775, est un graveur genevois.

## Biographie
Fils d’un serrurier Pierre Soubeyran sen. de la Sauve Languedoc et sa femme Pernette de Bourdeau, qui s’était expatrié pour cause de religion un réfugié huguenot, Soubeyran s’appliqua de bonne heure au dessin reçut des leçons de Daniel Gardelle, frère de Robert Gardelle qui l’avait pris en affection et de Jean-Jacques Burlamaqui, qui s’intéressa aussi à lui et l’envoya à ses frais à Paris en 1730 en le recommandant à des artistes distingués. Puis de Georg Friedrich Schmidt à Paris.
À Paris, où il se fit une solide réputation, Soubeyran s’attacha à la théorie de l’art autant qu’à l’exécution, et fut compté au nombre des habiles graveurs de son temps. Il fit, en outre, faire des progrès à l’impression en couleurs. Il se porta acquéreur des cuivres d'Andrew Lawrence en 1747, qu'il revendit à Thomas Major.
Lorsqu’on parvint, en dépit de la résistance du parti dévot, à fonder une école de dessin, l'École publique de dessin de Genève dans sa ville natale, Soubeyran en fut nommé directeur le 14 mai 1748, avec un modique traitement de 1 300 francs environ. Mais il ne revint qu’en 1750 dans sa patrie, où il termina son existence.
Il a également travaillé pour l’Encyclopédie de Diderot et D’Alembert.
Pierre Soubeyran est souvent confondu avec son cousin, le miniaturiste Jean-Pierre Soubeyran (1708-1774).

## Principales estampes
- La Conversion de saint Bruno, d’après Lesueur ;
- La Belle villageoise, de Boucher ;
- Portrait de Pierre le Grand, d’après Caravage ;
- Une jeune fille devant son miroir, de Natoire ;
- Six Paysages de Lucas van Uden.
- La plupart des planches du Traité des pierres antiques de Mariette, d’après Bouchardon ;
- Vignettes pour la Galerie de Versailles, de Massé, etc.
- Bataille de Fontenoy selon Cochin